# Vektorové písmo

Serifové (patkové) písmo Times New Roman ve vektorovém formátu je písmo dostupné ve všech verzích Windows počínaje Windows 3.1

Vektorové písmo je v rámci typografie a počítačové grafiky označení pro takovou rodinu písma, která má jednotlivá písmena vyjádřena vektorovou grafikou. Není-li pro konečný výstup používano vektorové výstupní zařízení jako je vektorový displej nebo vektorový plotr, bývá ovšem i tato vektorová grafika při výstupu převáděna na rastr.
Použití vektorových písem je typické pro grafické uživatelské rozhraní běžné na moderních osobních počítačích i chytrých telefonech. Starší nebo jednodušší elektronika používá buď jednoduché segmentové displeje nebo rastrové písmo, které je běžné na zařízeních s maticovým displejem i na počítačových monitorech pracujících v textovém režimu. Hlavní výhodou vektorových fontů proti bitmapovým je dobře fungující zvětšování a zmenšování písma.
Nejrozšířenějšími formáty vektorových písem jsou postscriptová písma Typu 1 a Typu 3, TrueType a OpenType. Dalším významným formátem fontů je Metafont vyvinutý Donaldem Knuthem pro sázecí systém TeX.